# Hexatoma (Eriocera) subrectangularis
Hexatoma (Eriocera) subrectangularis is een tweevleugelige uit de familie steltmuggen (Limoniidae). De soort komt voor in het Palearctisch gebied.